# كوزاغو
كوزاغو هي بلدية في مدينة ميلانو الحضرية ضمن منطقة لومبارديا في إيطاليا، وتقع على بعد حوالي 11 كيلومتر (7 ميل) غرب ميلانو.
تحد كوزاغو البلديات التالية: ميلانو، كورناردو، سيتيّمو ميلانيزي، باريجّو، تشيسليانو، تريتسانو سول نافيليو، جاجيانو.

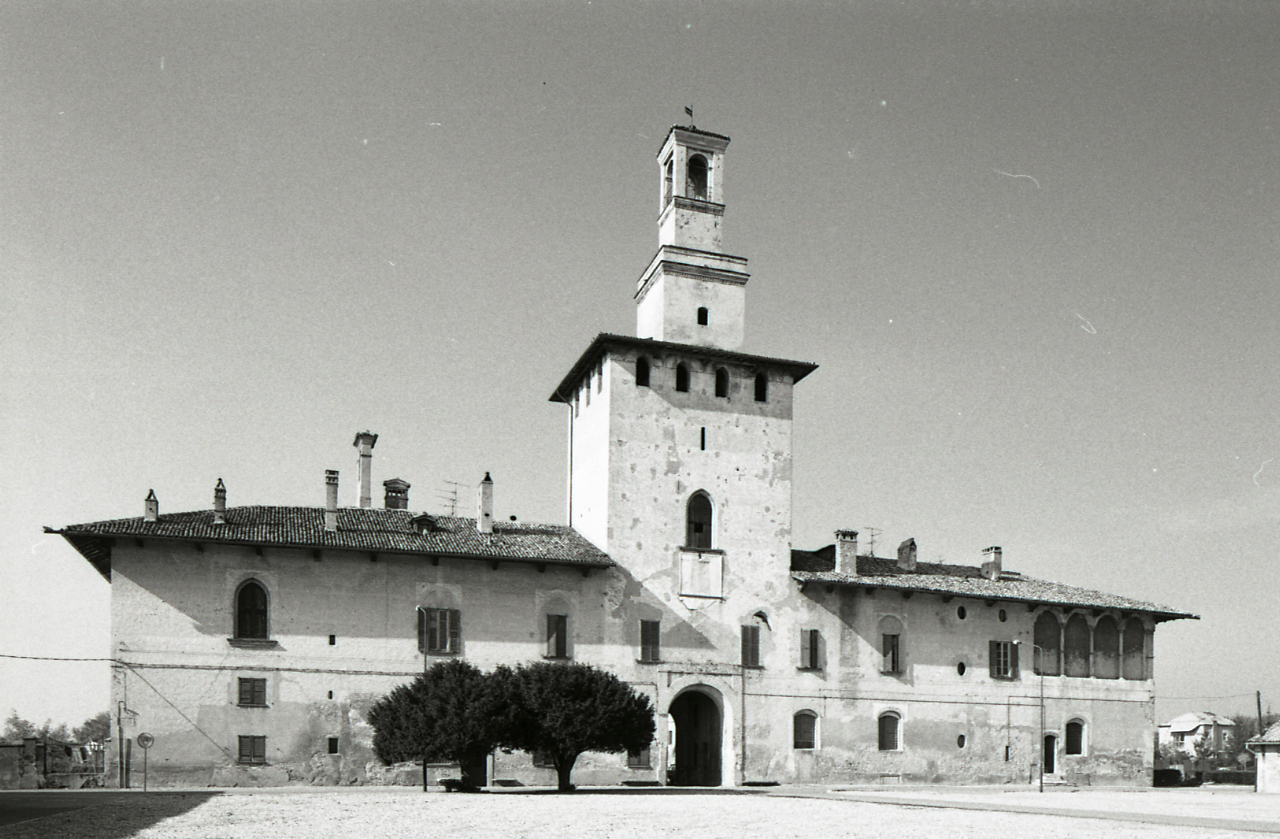
قلعة فيسكونتي في كوزاغو، تصوير باولو مونتي.

## الروابط الخارجية
- الموقع الرسمي

1. ↑  GeoNames (بالإنجليزية), 2005, QID:Q830106